# Ángela del Pan
Ángela del Pan Moruno (Bilbao, 19 de abril de 1985) es una  exjugadora y entrenadora de rugby vasca. 

## Carrera
Se formó en el INEF Barcelona donde jugó gran parte de su carrera deportiva. Con el club barcelonés ganó ocho Campeonatos de Cataluña de forma consecutiva (2005-12) y seis Campeonatos de España (2006, 2007, 2009, 2010, 2011, siendo elegida mejor jugadora del campeonato, 2012). Internacional en 234 ocasiones con las selecciones españolas de rugby XV y 7's,  se proclamó varias veces campeona de Europa en ambas modalidades. También ha participado en dos Campeonato del Mundo de rugby en XV (2014 y 2017) y en los Juegos Olímpicos de Río de Janerio 2016 en la modalidad de rugby 7's, consiguiendo un diploma olímpico . Compitiendo con la selección catalana, ganó un Campeonato de España de selecciones autonómicas (2012) y fue subcampeona al año siguiente. Tras su retirada deportiva en 2017,  se licenció en Ciencias de la Actividad Física y del Deporte en el Institut Nacional d'Educació Física de Catalunya . Ejerció de delegada de las selecciones españolas de rugby XV y 7's (2017-18) y de coordinadora técnica de la Federación Española de Rugby (2019-22). 
En 2017 dejó el rugby internacional aunque se mantuvo en el Staff de la selección española de rugby 7 y continuó jugando en España con el Sanse Scrum Rugby y el CRC Pozuelo, hasta 2022 cuando se retiró de manera definitiva.
Entre 2022 y 2024 fue entrenadora de delanteros del CR Sant Cugat femenino y de su equipo de rugby 7.

## Palmarés
Clubes
- 8 Campeonatos de Cataluña de rugby femenino : 2004-05, 2005-06, 2006-07, 2007-08, 2008-09, 2009-10, 2010-11, 2011-12
- 6 Campeonatos de España de rugby femenino : 2005-06, 2006-07, 2008-09, 2009-10, 2010-11, 2011-12

Selección española
- 1 medalla de oro en el Campeonato de Europa de rugby en XV: 2010
- 1 medalla de plata en el Campeonato de Europa de rugby en XV: 2011
- 1 medalla de oro en el Campeonato de Europa de rugby a 7: 2010
- 1 medalla de plata en el Campeonato de Europa de rugby a 7: 2009
- 37 internacionalidades con la Selección española
- 197 internacionalidades con la Selección española de rugby a 7
- Participación en la Copa del Mundo de Rugby 7 de 2013
- Participación en los Juegos Olímpicos de Río de Janeiro 2016